# Georg Nagel (Domherr)
Georg Nagel (* im 16. Jahrhundert; † 6. Januar 1619) war evangelischer Domherr in Münster und Assessor der Landpfennigkammer.

## Leben
Georg Nagel entstammte dem westfälischen Adelsgeschlecht Nagel, welches seinen Ursprung in der Grafschaft Ravensberg hatte und sich im 16. Jahrhundert bis ins Rheinland und in die Niederlande verbreitete. Er war der Sohn des Jobst Nagel zu Itlingen und dessen Gemahlin Anna von Keppel zu Ampsen. Im Jahre 1569 kam er in den Besitz einer münsterschen Dompräbende und wurde am 26. Mai 1573 emanzipiert. 1577 trat Georg der Juniorenpartei im Domkapitel, zu deren Mitbegründern Bernhard von Westerholt gehörte, bei. Diese stand dem evangelischen Glauben nahe. Beim Kapitelstag am 12. November 1575 waren zehn Kapitulare evangelisch; sechzehn gehörten dem katholischen Glauben an.
1590 war er Archidiakon in Warendorf und später auch in Milte. Er wurde auch zum Assessor der Landpfennigkammer gewählt. In seinem Testament vom 5. Mai 1616 bedachte er seine Verwandten sehr wenig, denn sie hatten früher viele Wohltaten erhalten. Seine drei aus einem Konkubinat mit Anna Dorsel stammenden Söhne Jobst, Lucas und Johann (am 21. September 1602 zum Subdiakon geweiht) erhielten sein Haus mit Hof in Borculo. Georg bestritt stets, eine Konkubine gehabt zu haben.